# Keokea (condado de Hawái)
Keokea es un área no incorporada ubicada en el condado de Hawái en el estado estadounidense de Hawái.

## Geografía
Keokea se encuentra ubicado en las coordenadas 19°25′10″N 155°52′58″O / 19.41944, -155.88278.